# Baron Margadale
Baron Margadale, of Islay in the County of Argyll, ist ein erblicher britischer Adelstitel in der Peerage of the United Kingdom. Er wurde am 1. Januar 1965 für John Granville Morrison geschaffen, einem Politiker der Conservative Party. Es war die bislang letzte Verleihung einer erblichen Baronie in der Peerage of the United Kingdom an eine Person, die nicht der britischen Königsfamilie angehört.

## Geschichte des Titels
John Granville Morrison vertrat zwischen 1942 und 1964 für die Conservative Party den Wahlkreis Salisbury als Mitglied im House of Commons. Nach seiner Erhebung zum Baron Margadale wurde er Mitglied des House of Lords, dem er bis zu seinem Tod angehörte. Er fungierte ferner als Lord Lieutenant von Wiltshire. Sein Urgroßvater James Morrison, Sohn eines Gastwirts aus Hampshire, war ebenfalls mehrere Jahre lang Mitglied des Unterhauses und wurde zu einem der größten Textilhändler Englands sowie ein bekannter Handelsbanker. Bei seinem Tod 1857 hinterließ er ein Vermögen von 4 Millionen Pfund Sterling, das zweitgrößte Vermögen Großbritanniens ohne Grundbesitz jener Zeit nach dem von Nathan Mayer Rothschild, der nach seinem Tod 1836 fünf Millionen Pfund Sterling hinterließ. James Morrisons Sohn Charles Morrison baute das Unternehmen seines Vaters weiter aus und hinterließ bei seinem Tod ein Vermögen von 10,9 Millionen Pfund Sterling. Damit war er mutmaßlich der zweitreichste Mann Großbritanniens zu dieser Zeit nach Hugh Grosvenor, 1. Duke of Westminster. Der Neffe von Charles Morrison und Vater des 1. Baron Margadale, Hugh Morrison, war für die Conservative Party von 1918 mit einer kurzen Unterbrechung bis zu seinem Tod 1931 ebenfalls Mitglied des Unterhauses. Hugh Morrisons Onkel James Morrison war ebenfalls Politiker und vertrat für die Conservative Party sowohl den Wahlkreis Wilton als Nottingham East als Mitglied im House of Commons.
Nach dem Tod des 1. Baron Margadale 1996 erbte dessen ältester Sohn James Ian Margadale den Titel als 2. Baron. Seit dessen Tod 2003 ist sein Sohn Alastair John Morrison, 3. Baron Margadale. Dieser war in erster Ehe mit Lady Sophia Louise Sydney Cavendish verheiratet, einer Tochter von Andrew Cavendish, 11. Duke of Devonshire und Angehörige der Familie Cavendish.
Auch zwei andere Söhne des 1. Baron Margadale waren politisch aktiv. Charles Morrison war für die Conservative Party von 1964 bis 1992 Mitglied des Unterhauses für den Wahlkreis Devizes und zwischen 1954 und der Scheidung 1984 mit der Politikerin Sara Morrison verheiratet. Der jüngere Sohn Peter Morrison vertrat von 1974 bis 1992 den Wahlkreis Chester im House of Commons und fungierte zwischen 1988 und 1990 als Parlamentarischer Privatsekretär von Premierministerin Margaret Thatcher.
Familiensitz der Barone ist Fonthill House in Fonthill Bishop in Wiltshire.

## Liste der Barone Margadale (1965)
- John Morrison, 1. Baron Margadale (1906–1996)
- James Morrison, 2. Baron Margadale (1930–2003)
- Alastair Morrison, 3. Baron Margadale (* 1958)

Voraussichtlicher Titelerbe (Heir apparent) ist der Sohn des aktuellen Titelinhabers, Declan James Morrison (* 1993).